# Ayo Technology
Ayo Technology – piosenka 50 Centa, nagrana z udziałem Justina Timberlake’a, Timbalanda i Danjego. Utwór został wyprodukowany przez Timbalanda i Danjego oraz był czwartym singlem z albumu studyjnego 50 Centa pt. Curtis (2007).
Początkowo tytuł kompozycji brzmiał „Ayo Pornography”, następnie zmieniono ją na „Ayo Technology”, potem na „She Wants It”. Ostatecznie powrócono do „Ayo Technology”.

## Teledysk
Wideoklip nagrywany był w Londynie. Premiera odbyła się w sierpniu 2007 na stacji BET. Klip prezentuje 50 Centa podglądającego, a później uczestniczącego w przyjęciu pełnym kobiet, działających na usługi wszystkich muzyków wykonujących piosenkę. Każdy z muzyków podrywa wybraną przez siebie dziewczynę wykonując z nią taniec lub po prostu z nią przebywając. W czasie trwania teledysku można zobaczyć ujęcia, które przedstawiają wszystkich artystów wykonujących utwór na czarnym tle.

## Interpretacje
Wykonawcy coverów
- Katerine Avgoustakis
- Milow
- Skyla

## Lista utworów i formaty singla
Promocyjny singiel CD
1. „Ayo Technology (Clean version)” – 4:10
2. „Ayo Technology (Album version)” – 4:10
3. „Ayo Technology (Instrumental)” – 4:10
4. „Ayo Technology (Acappella)” – 3:40

Remiksy
1. Maurice Joshua Club Mix – 7:10
2. Bryan Reyes New Tech Mix – 9:23
3. Sam998899 Club Mix – 7:26

## Pozycje na listach
| Lista przebojów                    | Pozycja |
| ---------------------------------- | ------- |
| Australia, Singles Top 50          | 10      |
| Dania, Singles Top 40              | 7       |
| Holandia, Top 40                   | 17      |
| Francja, Singles Top 100           | 5       |
| Irlandia, Singles Top 50           | 3       |
| Kanada, Singles Top 100            | 12      |
| Niemcy, Singles Top 100            | 3       |
| Norwegia, Singles Top 20           | 7       |
| Nowa Zelandia, Top 40              | 1       |
| Szwecja, Singles Top 60            | 8       |
| Szwajcaria, Singles Top 75         | 2       |
| Wielka Brytania, Singles Top 75    | 2       |
| Świat, Singles Top 40              | 6       |
| Stany Zjednoczone, Singles Top 100 | 5       |